# Jules Janlet
Jules Janlet est un architecte paysagiste belge né en 1880 et décédé en 1973.
Il a créé de nombreux jardins privés mais également publics comme ceux des Expositions Universelles de Bruxelles de 1935 et de 1958.
Son œuvre la plus connue reste le décor floral et les plantations du charmant square Armand Steurs à Saint-Josse-ten-Noode dont l'avait chargé l'architecte Eugène Dhuicque en 1932.
L'œuvre de topiaire de Jules Janlet, moins connue et moins étudiée que celle d'un René Pechère, reste encore à découvrir.

## Œuvres
- Les jardins du square Armand Steurs.